# Haman

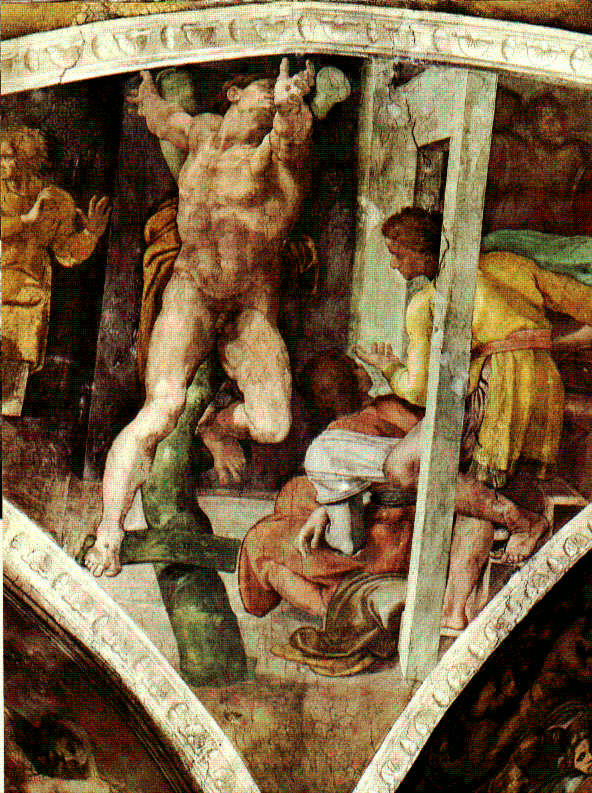
Bestrafung des Haman in der Sixtinischen Kapelle

Haman (hebräisch: הָמָן, Haman) ist eine der zentralen Figuren in der biblischen Erzählung im Buch Ester des Tanach und des Alten Testaments (). Er ist der Sohn Hammedatas und gehört zu den Agagitern.

## Erzählung
Der Perserkönig Ahasveros (historisch: Xerxes) hat Haman zum höchsten Regierungsbeamten ernannt, vor dem die königliche Dienerschaft niederknien muss. Als der Jude Mordechai (ein Cousin und Adoptivvater von Königin Ester), der am Tor des königlichen Palastes dient, das verweigert, veranlasst Haman beim König ein Edikt, wonach alle Juden am 13. Adar umgebracht und ausgeplündert werden dürfen.
In der Vergangenheit hatte Mordechai jedoch einen Anschlag auf das Leben des Königs vereitelt. Als dies der König erfährt, will er ihn ehren. So fragt er Haman, wie jemand, der dem König besonders gut gedient hat, zu ehren sei. Da Haman annimmt, es gehe um seine eigene Person, empfiehlt er, den zu Ehrenden in ein königliches Gewand zu kleiden und auf königlichem Ross von einem hohen Staatsbeamten durch die Stadt zu führen. Daraufhin lässt der König Mordechai entsprechend kleiden und bestimmt Haman, das Pferd zu führen. Das empfindet dieser als Kränkung und will den schon beschlossenen Tod von Mordechai vorziehen. Auf Rat seiner Frau lässt er zu diesem Zwecke einen besonders hohen Galgen vor seinem Haus aufstellen.
Mordechai hat durch eine Nachricht Ester davon in Kenntnis gesetzt, welches Schicksal sein Volk und damit auch sie auf Geheiß des Haman erwartet. Diese verspricht daraufhin, zu helfen. Ester lädt Ahasveros und Haman zweimal zum Festessen ein. Beim zweiten Male eröffnet sie dem König, dass aufgrund des Edikts auch sie sterben müsse. Hierüber erbost, lässt der König Haman am Galgen aufhängen. Mordechai wird an Hamans Stelle zum höchsten Regierungsbeamten ernannt. Allerdings kann Ester keine Gnade für sich und ihr Volk erflehen, weil ein königlicher Erlass nicht zurückgenommen werden kann. Stattdessen erlaubt der König Ester, ein weiteres Edikt zu erlassen, das wiederum den Juden erlaubt, ihre Feinde innerhalb eines Tages (in Susa – Hauptstadt des Reiches – an zwei Tagen) straffrei umzubringen und deren Besitz zu plündern. Als der 13 Adar gekommen war, versammelten sich die Juden im Königreich, um für ihr Leben einzutreten, und töteten dabei 75 000 ihrer Gegner im Perserreich, ohne jedoch deren Besitz zu plündern. Nachdem wieder Ruhe im Land eingekehrt war, feierten die überlebenden Juden am 14 Adar einen Festtag mit Essen und Trinken (Ester 9,16 ). In der befestigten Hauptstadt Susa dauerten die Kämpfe bis zum 14 Adar an, sodass auch heute in Städten, die zur Zeit Mordechais befestigt waren, erst am 15 Adar das Purimfest gefeiert wird.

## Brauchtum
Im Judentum wird während des Purim-Gottesdienstes in der Synagoge zur Erinnerung an die Ereignisse das Buch Ester gelesen. Jedes Mal, wenn der Name Hamans genannt wird, ist es Brauch, laut auf den Boden zu stampfen, um die Missbilligung dieser Person auszudrücken. Während der Feiertage ist es Brauch, dreieckige Hamantaschen (mit Mohn oder Pflaumenmus gefülltes Mürbeteiggebäck) zu essen. Die Form soll an Hamans Hut erinnern.

## Haman im Koran
Im Koran wird Haman als Berater des Pharaos zur Zeit Mose beschrieben. Die Hintergründe dieser Verwechslung mit dem Minister des Herrschers Ahasveros sind ungeklärt. In den 1970er Jahren behauptete der französische Arzt Maurice Bucaille, er habe den Namen Haman in ägyptischen Hieroglyphen sichern können. Da der Name eine perfekte orthografische und berufliche Übereinstimmung mit der Person im Koran habe, belege dies die historische Vollkommenheit des Koran. Diese Auffassung hat in der Wissenschaft keine Resonanz gefunden.